# Gegesik Wetan
Gegesik Wetan is een bestuurslaag in het regentschap Cirebon van de provincie West-Java, Indonesië. Gegesik Wetan telt 3551 inwoners (volkstelling 2010).